# Lissy Ishag

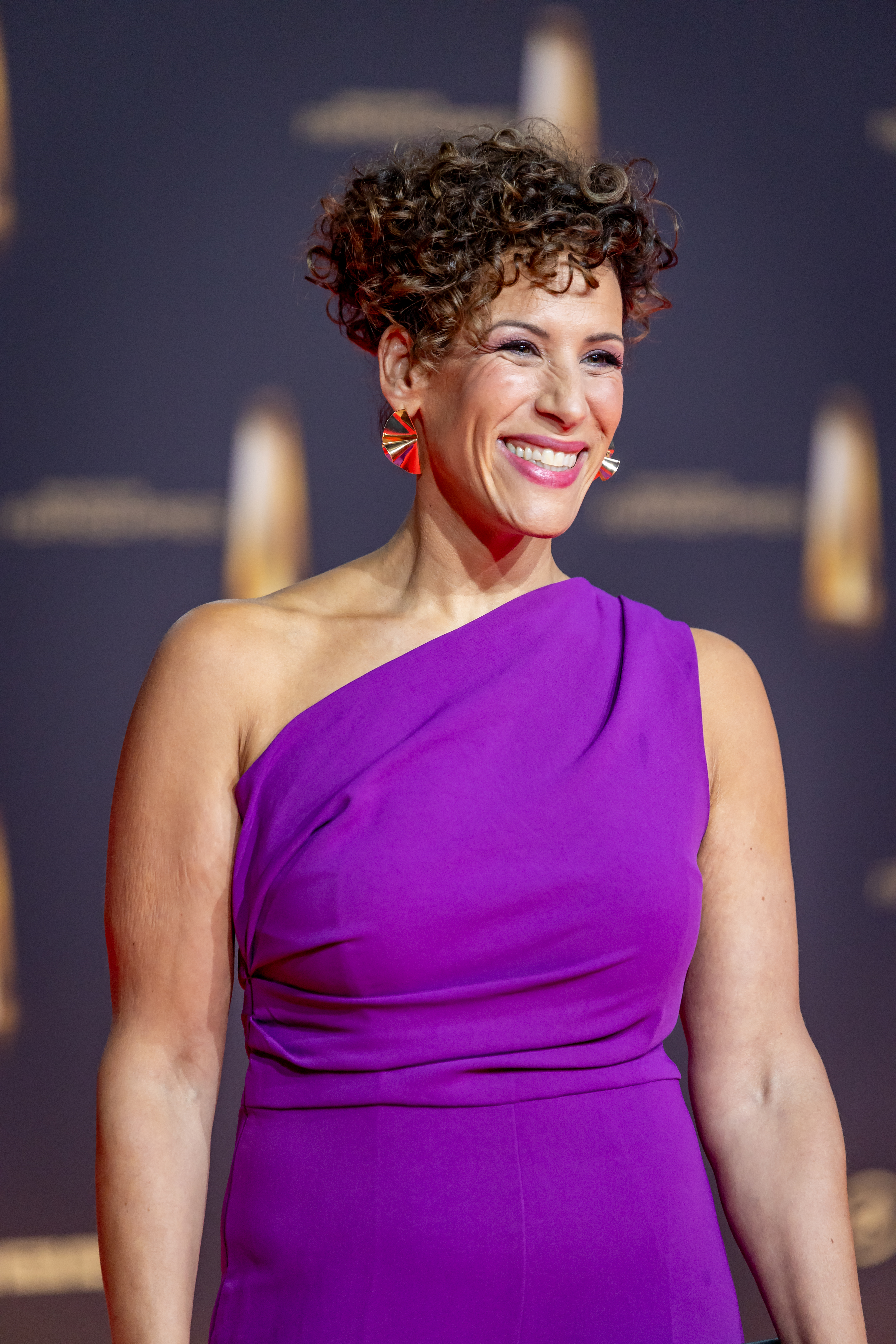
Lissy Ishag (2024)

Lissy Ishag (eigentlich Elisabeth Ishag) (* 22. Januar 1979 in Marsberg) ist eine deutsche Fernsehmoderatorin und Redakteurin.

## Berufsleben
Ishag studierte bis zu ihrem Abschluss 2005 Anglistik, Amerikanistik und Medienwissenschaften an der Universität Paderborn. Während ihres Studiums fand sie ihren Einstieg in die Medienbranche als Volontärin bei Radio NRW in Oberhausen. Dort arbeitete sie bis 2008 als Moderatorin und Redakteurin.
Von 2009 bis 2013 war Ishag als freie Autorin für das WDR-Studio in Bielefeld tätig und innerhalb der „Lokalzeit OWL“ als Moderatorin und Reporterin ihrer eigenen Serie „Unsere Straße“ im Einsatz, in der Personen aus der Region interviewt wurden.
Lissy Ishag war im Juli 2013 die Nachfolgerin von Yvonne Ransbach als Moderatorin des Magazins „hallo Deutschland“. Seitdem arbeitet sie für das ZDF-Format als eine von zwei Hauptmoderatoren, die sich wöchentlich abwechseln. Ihre Mitmoderatoren waren bis Februar 2020 Sandra Maria Gronewold und seitdem Tim Niedernolte.
Ishag ist Botschafterin der Initiative „Schau hin!“, deren Ziel es ist, Familien bei der Medienerziehung zu helfen.

## Privatleben
Lissy Ishag wurde im Januar 1979 in Marsberg geboren. Sie ist Mutter von zwei Söhnen und ist in zweiter Ehe verheiratet.